# Campeonato Europeo de Patinaje Artístico sobre Hielo de 2026
El CXVII Campeonato Europeo de Patinaje Artístico sobre Hielo se celebrará en Sheffield (Reino Unido) del 12 al 18 de enero de 2026 bajo la organización de la Unión Internacional de Patinaje sobre Hielo (ISU) y la Federación Británica de Patinaje sobre Hielo.